# Eichoichemus melaleucus
Eichoichemus melaleucus är en tvåvingeart som först beskrevs av Christian Rudolph Wilhelm Wiedemann 1828.  Eichoichemus melaleucus ingår i släktet Eichoichemus och familjen rovflugor. Inga underarter finns listade i Catalogue of Life.